# Aspidistra să trăiască!
Aspidistra să trăiască! (în engleză Keep the Aspidistra Flying) este un roman din 1936 de George Orwell.